# ダリウシュ・マジェツ
ダリウシュ・ミェチスワフ・マジェツ（Dariusz Mieczysław Marzec 、1969年9月14日 - ）は、ポーランド・クラクフ出身の元サッカー選手。ポジションはミッドフィールダー。現在はIリガのポドベスキジェ・ビェルスコ＝ビャワの監督を務める。

## 指導者歴
2020年12月17日、アルカ・グディニャの監督に就任。2022年9月6日、ヴィエチスタ・クラクフの監督に就任。

## タイトル

### 指導者時代
スタル・ミエレツ
- Iリガ: 2019-20[5]